# Victor Bartley
Victor Bartley (ur. 17 lutego 1988 w Ottawie) – kanadyjski hokeista.
Jego brat Mitch (ur. 1985) także został hokeistą.

## Kariera
- Ridge Meadows Rustlers U15 A2 (2002-2003)
- Delta Ice Hawks (2003-2004)
- Kamloops Blazers (2004-2007)
- Regina Pats (2007-2009)
- Providence Bruins (2008-2009)
- Bridgeport Sound Tigers (2009/2010)
- Utah Grizzlies (2009/2010)
- Rögle BK (2010-2011)
- Milwaukee Admirals (2011-2013)
- Nashville Predators (2013-2015)
- Milwaukee Admirals (2015/2016)
- Montreal Canadiens (2016)
- St. John’s IceCaps (2016)
- Minnesota Wild (2016-2017, nie grał)
- Örebro HK (2017-2018)
- Kunlun Red Star (2018-2020)
- Re-Plast Unia Oświęcim (2020-2021)
- Kunlun Red Star (2021-2022)
- Steinbach Black Wings Linz (2022)
- Utah Grizzlies (2022-2023)

Wychowanek Ridge Meadows MHA. Przez sezon grał w Pacific Junior Hockey League (PIJHL). Od 2004 grał w kanadyjskich rozgrywkach juniorskich WHL w strukturze CHL, do których został wybrany w WHL Bantam Draft 2003 z numerem 13 przez Kamloops Blazers. W sumie, w barwach tej drużyny i potem Regina Pats, wystąpił w sześciu edycjach WHL, a w ostatnim sezonie był kapitanem swojej ekipy. Od sezonu 2009/2009 grał w amerykańskich ligach AHL i ECHL. W sezonie 2010/2011 był zawodnikiem szwedzkiego klubu Rögle BK w lidze Allsvenskan. W kwietniu 2011 pierwotnie został zawodnikiem innego szwedzkiego klubu Djurgårdens IF, ale miesiąc potem podpisał dwuletni kontrakt z Nashville Predators. W czerwcu 2013 przedłużył tam kontrakt o trzy lata. W styczniu 2016 przeszedł do Arizona Coyotes, skąd natychmiast został przetransferowany do. W połowie 2016 przeszedł do Minnesota Wild. W sezonie NHL (2016/2017) nie rozegrał tam jednak ani jednego spotkania z powodu kontuzji. We wrześniu 2017 powrócił do Szwecji zostając zawodnikiem Örebro HK. W lipcu 2018 został obrońcą chińskiej drużyny Kunlun Red Star, występującej w rosyjskich rozgrywkach KHL. W jej barwach rozegrał dwa sezony. Pod koniec grudnia 2020 ogłoszono jego transfer do polskiego klubu Re-Plast Unia Oświęcim (wkrótce potem do tej drużyny dołączył Gilbert Brulé, z którym Bartley wcześniej razem grał w Kunlunie). W połowie lutego 2021, tj. jeszcze przed startem fazy play-off, poinformowano, że Bartley wyjechał z Polski, podając jako przyczynę kwestie rodzinne. Pod koniec lipca 2021 ogłoszono jego ponowny angaż do Kunlun Red Star. W lipcu 2022 został zaangażowany do austriackiej drużyny Steinbach Black Wings Linz, skąd odszedł we wrześniu tego roku. W październiku 2023 związał się z Utah Grizzlies z ECHL.
W barwach zespołu Canada Pacific uczestniczył w turnieju mistrzostw świata juniorów do lat 17 edycji 2005. W barwach juniorskiej reprezentacji Kanady uczestniczył w turnieju mistrzostw świata juniorów do lat 18 edycji 2005. Z uwagi na swoje pochodzenie (jego rodzina ma korzenie tajwańskie) i uzyskane obywatelstwo chińskie został uznany potencjalnym kandydatem do gry w barwach reprezentacji Chin na Zimowych Igrzyskach Olimpijskich 2022 w Pekinie.

## Sukcesy
Reprezentacyjne
- Srebrny medal mistrzostw świata juniorów do lat 17: 2005

Klubowe
- Puchar Spenglera: 2017 z Team Canada
- Finał Pucharu Polski: 2021 z Unią Oświęcim

Indywidualne
- PIJHL 2003/2004:
  - Najlepszy pierwszoroczniak sezonu
  - Najlepszy obrońca sezonu
- WHL 2006/2007:
  - Ósme miejsce w klasyfikacji asystentów w sezonie zasadniczym: 39 asyst[23]
- ECHL 2009/2010:
  - Mecz Gwiazd ECHL
- AHL 2012/2013:
  - Mecz Gwiazd AHL